# Spielverein 06 Kassel
Der Spielverein 06 Kassel ist ein Sportverein aus dem Kasseler Stadtteil Rothenditmold.

## Geschichte
Der Verein geht auf den 1906 gegründeten FC Adler zurück. Dieser schloss sich 1911 mit dem FC Preußen zum Spielverein 06 zusammen.
Die erfolgreichste Zeit hatte der Verein in den 1930er und 1940er Jahren. Zur Saison 1933/34 konnte man sich für die neu geschaffene Gauliga Hessen, der damals höchsten deutschen Spielklasse qualifizieren. Hier wurde der Spielverein 1937 und 1943 Gauligameister und nahm anschließend an der Endrunde zur deutschen Fußballmeisterschaft teil. Hier war für den SV 06 aber jeweils frühzeitig Endstation: 1937 gewann die Mannschaft nur eines von sechs Gruppenspielen, und 1943, als die Endrunde im K.-o.-System ausgetragen wurde, scheiterte der SV 06 bereits in der ersten Runde am Titelverteidiger FC Schalke 04.
Der Feldhandball-Abteilung der Männer gelang zur Spielzeit 1935/26 der Aufstieg in die erstklassige Handball-Gauliga Hessen. Die oberste Spielklasse konnte bis 1939/40 gehalten werden.
Nach dem Zweiten Weltkrieg konnte der Verein nicht mehr an vergangene Erfolge anknüpfen und verschwand aus dem höherklassigen Fußball. Derzeit spielt der Verein in der Kreisliga A in Hessen.

## Erfolge
- Meister der Gauliga Hessen 1937
- Meister der Gauliga Kurhessen 1943